# Geoffrey Nauffts
Geoffrey Nauffts (Boston, 3 februari 1961) is een Amerikaans acteur, scenarioschrijver, filmregisseur, filmproducent, theaterproducent en toneelschrijver.

## Biografie
Nauffts heeft de high school doorlopen aan de Western Reserve Academy in Hudson (Ohio). Hierna vervolgde hij zijn opleiding aan de New York University Tisch School of the Arts in New York.
Nauffts begon in 1986 met acteren voor televisie in de film The Manhattan Project. Hierna heeft hij nog meerdere rollen gespeeld in films en televisieseries zoals Mississippi Burning (1988), Field of Dreams (1989) en The Commish (1991-1994).
Hiernaast is Nauffts ook actief in het theater als acteur, theaterproducent en toneelschrijver. Hiernaast is Nauffts ook artistiek directeur van de Naked Angels Theater Company.

## Filmografie

### Films
Uitgezonderd korte films.
- 2014 Match - als Daryl
- 2006 Flanel Pajamas – als Peter
- 2006 Slippery Slope – als Wilhelm
- 2004 Melinda and Melinda – als Bud Silverglide
- 2003 Fargo – als Sonny Anderson
- 2002 Unfaithful – als Jeff
- 1999 Advice from a Caterpillar – als Ober van cateringbedrijf
- 1999 The Citizen – als ??
- 1996 If These Walls Could Talk – als Boze man
- 1996 Infinity – als Rob
- 1994 The Rockford Files: I Still Love L.A. – als Josh
- 1992 A Few Good Men – als Luitenant Sherby
- 1992 A House of Secrets and Lies – als Brian
- 1990 Love or Money – als Clark
- 1989 Field of Dreams – als Jockey uit Boston
- 1988 Mississippi Burning – als Goatee
- 1987 The Pick-Up Artist – ls Stewart
- 1986 The Manhattan Project – als Craig

### Televisieseries
Uitgezonderd eenmalige gastrollen.
- 2002 – 2003 Six Feet Under – als dr. DiPaolo – 3 afl.
- 1991 – 1994 The Commish – als Stan Kelly – 66 afl.

### Filmproducent
- 2019-2022 A Million Little Things - televisieserie - 57 afl.
- 2019 Grand Hotel - televisieserie - 11 afl.
- 2015 - 2016 Nashville - televisieserie - 59 afl.

### Scenarioschrijver
- 2019 - 2022 A Million Little Things - televisieserie - 6 afl.
- 2019 Grand Hotel - televisieserie - 1 afl.
- 2014 - 2017 Nashville - televisieserie - 17 afl.
- 2017 Somewhere Between - televisieserie - 1 afl.
- 2012 Political Animals - televisieserie - 1 afl.
- 2009 – 2011 Brothers & Sisters – televisieserie – 6 afl.
- 2001 Jennifer – film
- 1999 Baby Steps - korte film

### Filmregisseur
- 2013 The Hearing - korte film
- 1999 Baby Steps - korte film

## Theaterwerk

### Acteur
- 2006 The Caine Mutiny Court-Martial – als Luitenant Thomas Keefer – Broadway
- 2002 The Full Monty – als Malcolm MacGregor – Tournee Amerika
- 2001 Once Around the City – als Hank – Off-Broadway
- 1999 Snakebit – als Michael – Off-Broadway
- 1998 The Maiden's Prayer – als Artiest – Off-Broadway
- 1998 June Moon – als Artiest – Off-Broadway
- 1989 A Few Good Men – als Jeffrey Owen Howard – Broadway
- 1987 Moonchildren – als Ralph / Effing – Off-Broadway

### Theaterproducent
- 2010 This Wide Night – Off-Broadway
- 2008 Fault Lines – Off-Broadway

### Toneelschrijver
- 2010 Next Fall

- International Standard Name Identifier: 0000 0000 5429 4172
- Library of Congress Control Number: no2008094119
- Virtual International Authority File: 49042583
- WorldCat: E39PBJyRC3mPhBBCGmMHpC7PwC